# Energieunabhängiger Vakuumheber
Energieunabhängige Vakuumheber nutzen das Lastgewicht bzw. die Last zur Erzeugung des Vakuums. Die größten Geräte, die nach diesem Funktionsprinzip arbeiten, erreichen Tragfähigkeiten von bis zu 7000 kg.

## Geschichte
Die ersten Geräte dieser Bauart wurden im Jahr 1967 in den Markt eingeführt. 

## Funktionsweise
Der Vakuumheber wird abgesenkt, bis er auf der Last aufsetzt. Beim weiteren Absenken sinkt ein Kolben innerhalb des Vakuumhebers herab und verdrängt aus dem Vakuumraum die Luft, die durch ein geöffnetes Ventil entweicht. Damit das Ventil schließt, wird der Kranhaken abgesenkt, bis die Kette locker hängt. Dabei wird die Umschaltung in der Zugstange betätigt und das Ventil automatisch geschlossen. Beim Anheben der Last entsteht unter dem Kolben der „Vakuumraum“, der nach oben durch die Rollmanschette (Gummidichtung) abgedichtet ist. Je größer das Gewicht der Last, desto höher ist das Vakuum. Die erreichte Vakuumhöhe zeigt das Vakuummeter an. Ist das Vakuum stabil, wird die Last angehoben und hält während des Transports sicher unter dem Vakuumheber. Zum Ablegen der Last wird der Kranhaken nach dem Aufsetzen der Last abgesenkt, bis die Kette entlastet ist. Die automatische Umschaltung öffnet das Ventil, Luft strömt in den Raum ein, der Vakuumheber löst sich von der Last und ist für den nächsten Transport bereit. Der Vakuumheber schaltet demnach immer automatisch von Saugen auf Lösen und umgekehrt.

## Anwendungsgebiete
Energieunabhängige Vakuumheber eignen sich ausschließlich für den horizontalen Transport von glatten, luftundurchlässigen Lasten. Der Lasttransport darf also nur waagerecht erfolgen (max. erlaubter Schräghang 6°). Typische Beispiele sind Metallbleche, Kunststoffplatten, Glasscheiben, lackierte Möbelteile etc.

## Sicherheit
Energieunabhängige Vakuumheber müssen mit einer Warneinrichtung ausgerüstet sein, die einen Vakuumabfall durch optische oder akustische Signale meldet. In der Regel wird die Warneinrichtung durch eine Batterie versorgt, da der energieunabhängige Vakuumheber über keine externe Energiezufuhr verfügt (Funktionsweise siehe oben).